# Axel Möller (Rechtsextremist)
Axel Möller (* 9. April 1964 in Stralsund) ist ein deutscher Neonazi. Er ist vor allem als langjähriger Betreiber von Altermedia, einer der bedeutendsten deutschsprachigen rechtsextremen Webseiten, bekannt. Im Oktober 2011 wurde er unter anderem wegen Volksverhetzung, des Verwendens von Kennzeichen verfassungswidriger Organisationen und des Aufrufens zu Straftaten zu einer Freiheitsstrafe von 30 Monaten verurteilt.

## Leben
Als Schüler war Möller aktives Mitglied der FDJ. Nach der Wiedervereinigung trat er nach 1992 zunächst kurzzeitig der DVU bei, später wurde er Mitglied der Republikaner und 1996 schließlich der NPD. Nach inhaltlichen Auseinandersetzungen trat er 2000 auch aus der NPD wieder aus und bezeichnet sich seitdem als „freier Nationalist“. Möller ist ledig und lebte bis zu seiner Inhaftierung in Stralsund.

## Politische Aktivität
Seit der Gründung 1997 war Möller Betreiber und Hauptautor der rechtsextremen Internetplattform Störtebeker-Netz, die später als deutscher Ableger in der mehrsprachigen, internationalen rechtsextremistischen Webseite „Altermedia“ aufging. Möller hatte seine Beteiligung an „Altermedia“ stets geleugnet, obwohl dies bereits im Jahr 2000 vom Verfassungsschutz Mecklenburg-Vorpommerns angenommen wurde. Im Jahr 2000 wurde Möller wegen Volksverhetzung verurteilt, im Jahr 2002 ebenfalls wegen Volksverhetzung in Tateinheit mit Beleidigung und der Verunglimpfung des Andenkens Verstorbener. Diese Strafe wurde zur Bewährung ausgesetzt, da er laut Gericht bis 2004 nicht gegen die Auflagen verstieß, so dass die Strafe aufgehoben wurde. Ein gerichtsfester Beweis für die Autorenschaft in „Altermedia“ wurde aber erst 2010 erbracht, als Möller wegen Volksverhetzung und Beleidigung zu einer Geldstrafe von 150 Tagessätzen verurteilt wurde. Im Zuge des Verfahrens führten Ermittler bei dem gelernten Kellner über mehrere Jahre eine Überwachung des Telekommunikationsverkehrs durch. Das Ergebnis der Überwachung war, dass sämtliche Artikel über den Rechner von Möller mit seiner IP-Nummer veröffentlicht und bearbeitet wurden. Diese Überwachung begann laut tagesschau-online offenbar bereits im Jahr 2005, möglicherweise noch früher, was bedeutet, dass über mindestens sechs Jahre bei staatlichen Stellen bekannt war, dass Möller Betreiber der Seite war.

### Verurteilungen
Im Oktober 2011 wurde er zu einer Freiheitsstrafe von 30 Monaten sowie ein weiterer Autor der „Altermedia“ ebenfalls zu einer Freiheitsstrafe von 27 Monaten verurteilt. Die Liste der Anklage umfasste 50 Punkte, darunter Volksverhetzung, Aufforderung zu Straftaten, Holocaustleugnung und das Verwenden von Kennzeichen verfassungsfeindlicher Organisationen. Möller trat seine Haftstrafe im Dezember 2011 an. Bis dahin war er weiterhin als Autor bei „Altermedia“ tätig. Die Strafe gegen Möller wurde im März 2013 um ein weiteres Jahr wegen volksverhetzender Straftaten verlängert. Möller saß die Haftstrafe bis zum 28. Mai 2015 vollständig ab. Er hatte erklärt, er werde den „Kampf gegen das politische System“ auch nach seiner Entlassung fortsetzen.